# Jean-Paul Costa
Pour les articles homonymes, voir Costa.
Jean-Paul Costa, né le 3 novembre 1941 à Tunis (Tunisie) et mort le 27 avril 2023 à Chantérac (Dordogne), est un juriste français. Conseiller d'État honoraire, il préside la Cour européenne des droits de l'homme de 2007 à 2011.

## Biographie
Jean-Paul Costa est le fils de Jean-René Costa (1907-1990) ayant la fonction de cadre supérieur et de Paulette Gillin (1912-). Il étudie au lycée Carnot de Tunis et quitte la Tunisie en 1957, un an après l'indépendance. 
À Paris, Jean-Paul Costa intègre le lycée Henri IV, où il rencontre son condisciple de la classe de philosophie, Paul Tavernier (1941-2022) et obtient le baccalauréat de philosophie en 1958. Après des études en droit à l'Institut d'études politiques d'où il sort diplômé d'études supérieures de droit public en 1964, il intègre l'École nationale d'administration où il fait partie de la promotion Montesquieu en 1966.
Jean-Paul Costa commence sa carrière la même année au Conseil d'État à Paris, d'abord comme auditeur et rapporteur à la section du contentieux (1966-71, 1977-80 et 1987-89), assesseur puis président de sous-section à la section du contentieux (1989-98), puis devient directeur de cabinet d'Alain Savary (1918-1988), ministre socialiste de l'Éducation nationale de 1981 à 1984.
Il est ensuite professeur associé de droit aux universités d'Orléans et de Paris-I Panthéon-Sorbonne où il enseigne les libertés publiques.
Par la suite, il préside la délégation française pour la négociation du traité entre la France et le Royaume-Uni au sujet de la liaison fixe transManche (1985-1986), ainsi que la Commission d'accès aux documents administratifs (CADA) de 1995 à 1998.
En mai 1988, après le décès de son épouse, Jean-Paul Costa décline l'offre de devenir le directeur de cabinet de Pierre Arpaillange (1924-2017), garde des Sceaux, ministre de la Justice mais participe à la commission chargée de réfléchir à la procédure pénale.
Élu par l'Assemblée parlementaire du Conseil de l'Europe, il devient à partir du 1er novembre 1998, l'un des 47 juges (1 par État) que compte la Cour européenne des droits de l'homme (CEDH).
Succédant au Suisse Luzius Wildhaber (1937-2020), Jean-Paul Costa est élu par ses pairs président de la Cour européenne des droits de l'homme le 29 novembre 2006, pour un mandat de trois ans à compter du 19 janvier 2007, second Français à occuper cette fonction après René Cassin. Il est réélu le 16 novembre 2009 pour trois autres années, mais, atteint par la limite d'âge, fixée à 70 ans, il doit quitter ses fonctions en novembre 2011.
De janvier 2012 à avril 2021, il est élu président de l'Institut international des droits de l'homme (IIDH) par le Conseil d'administration,.
Le 28 novembre 2014, Jean-Paul Costa est nommé président du comité d’éthique de vidéo-protection de la communauté urbaine de Strasbourg (CUS).
Le 27 avril 2023 à l'âge de 81 ans, Jean-Paul Costa meurt subitement à Chantérac en Dordogne à la suite d'un malaise.

### Vie personnelle
Sa seconde épouse, Brigitte, est la fille d'Yves Guéna (1922-2016).

## Distinctions

### Décorations
- 1996 :  Officier de l'ordre des Palmes académiques
- 1996 :  Chevalier de l'ordre des Arts et des Lettres
- 2005 :  Commandeur de la Légion d'honneur[12].
- 2011 :  Commandeur de l'ordre de la Couronne de chêne (Luxembourg).
- 2011 :  Grand-croix de l'ordre du Mérite civil d'Espagne[13].
- 2016 :  Grand officier de l'ordre national du Mérite[14].
- 2019 :  Étoile d'or et d'argent de l'ordre du Soleil levant[15].

### Honneurs
- 2002 : Conseiller honoraire de l'Inner Temple de Londres.
- 2003 : Docteur honoris causa de l'université de Bucarest.
- 2008 : Docteur honoris causa de l'université Pavol-Jozef-Šafárik[16].
- 2009 : Docteur honoris causa de l'université Masaryk[17].
- 2013 : Docteur honoris causa de l'Université Laval[18].
- 2014 : Docteur honoris causa de l'Université de Fribourg.
- 2015 : Docteur honoris causa de l'Institut catholique de Toulouse.
- Citoyen d'honneur de la ville de Košice (Slovaquie)[19].